# Manaus
Manaus är en stad och kommun i norra Brasilien, och är huvudstaden i delstaten Amazonas. Staden grundades år 1669 som en liten oas inne i regnskogen där Rio Negro mynnar i Amazonfloden, och är idag med sina 2 miljoner invånare den största staden i Amazonområdet. Belémområdet är dock som storstadsområde betraktat jämbördigt. 
Manaus har ett mycket fint operahus från den tiden då staden var centrum för Brasiliens gummiproduktion. Ursprungligen var gatorna runt operahuset täckta av gummi så att vagnarna som körde förbi inte skulle störa operan.
Här ifrån exporterar man bland annat nötter, gummi, timmer, krokodilskinn och kakao. Staden har en internationell flygplats, Manaus flygplats – Eduardo Gomes. För att attrahera utländska företag fungerar staden som en frihandelszon. 

## Befolkningsutveckling
| Område          | Areal (km²)   | Invånarantal 1 augusti 2000 | Invånarantal 1 augusti 2010 | Invånarantal 1 juli 2014 |
| --------------- | ------------- | --------------------------- | --------------------------- | ------------------------ |
| Storstadsregion | 127 122,21    | 1 725 536                   | 2 210 647                   | 2 478 088                |
| Kommun          | 11 401,09     | 1 405 835                   | 1 802 014                   | 2 020 301                |
| Centralort      | Ingen uppgift | 1 396 768                   | 1 792 881                   | Ingen uppgift            |

## Storstadsområde
Storstadsregionen (officiellt Região Metropolitana de Manaus) bildades den 20 maj 2007 genom en sammanslagning av kommunerna Careiro da Várzea, Iranduba, Itacoatiara, Manacapuru, Manaus, Novo Airão, Presidente Figueiredo och Rio Preto da Eva. Den 30 april 2009 utökades området med kommunerna Autazes, Careiro, Itapiranga, Manaquiri och Silves. Områdets areal överstiger 120 000 kvadratkilometer, vilket till ytan gör det till världens antagligen största officiella storstadsdefinition. De flesta invånare bor dock ganska nära Manaus, inom några mils radie, och den största delen av ytan består av obebodda regnskogsområden.

## Sport
Nacional Futebol Clube är en klubb i Brasiliens högsta liga. Två andra klubbar i staden är Atlético Rio Negro Clube och San Raimundo Sports Club.

### Världsmästerskapet i fotboll 2014
2009 blev staden vald till en av värdstäderna i VM 2014. Då påbörjades bygget av Arena Amazônia som efter VM blev Nacional Futebol Clubes hemmaarena.
Den första VM-matchen i Manaus var mellan England och Italien 14 juni, därefter Kamerun och Kroatien 18 juni, USA och Portugal 22 juni och den sista matchen som spelades var Schweiz mot Honduras 25 juni.

### Olympiska sommarspelen 2016
Arena Amazônia i Manaus hyste en del av gruppspelsmatcherna i fotboll under detta OS.

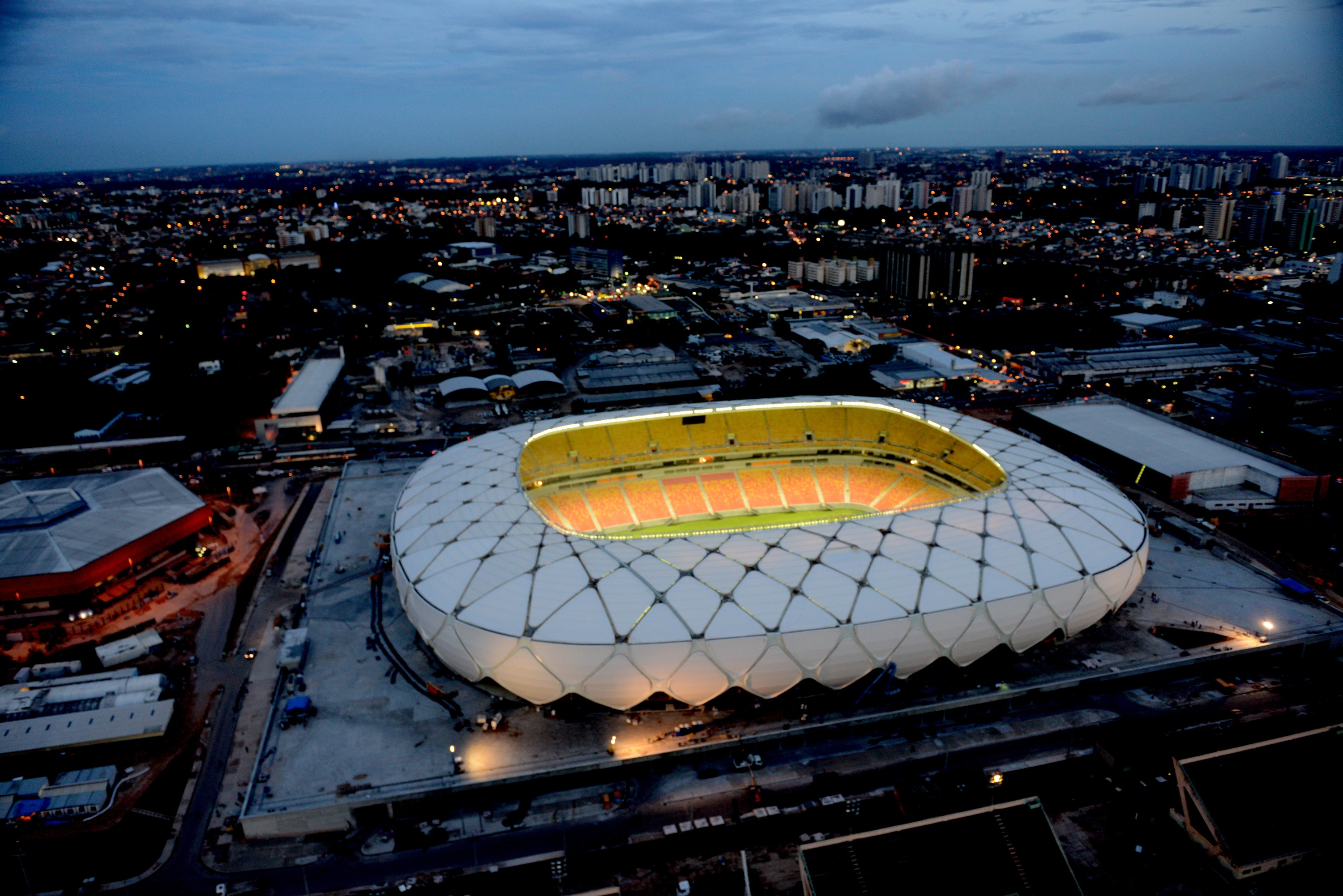
Arena Amazônia.